# St. Juliana (Waldstedt)

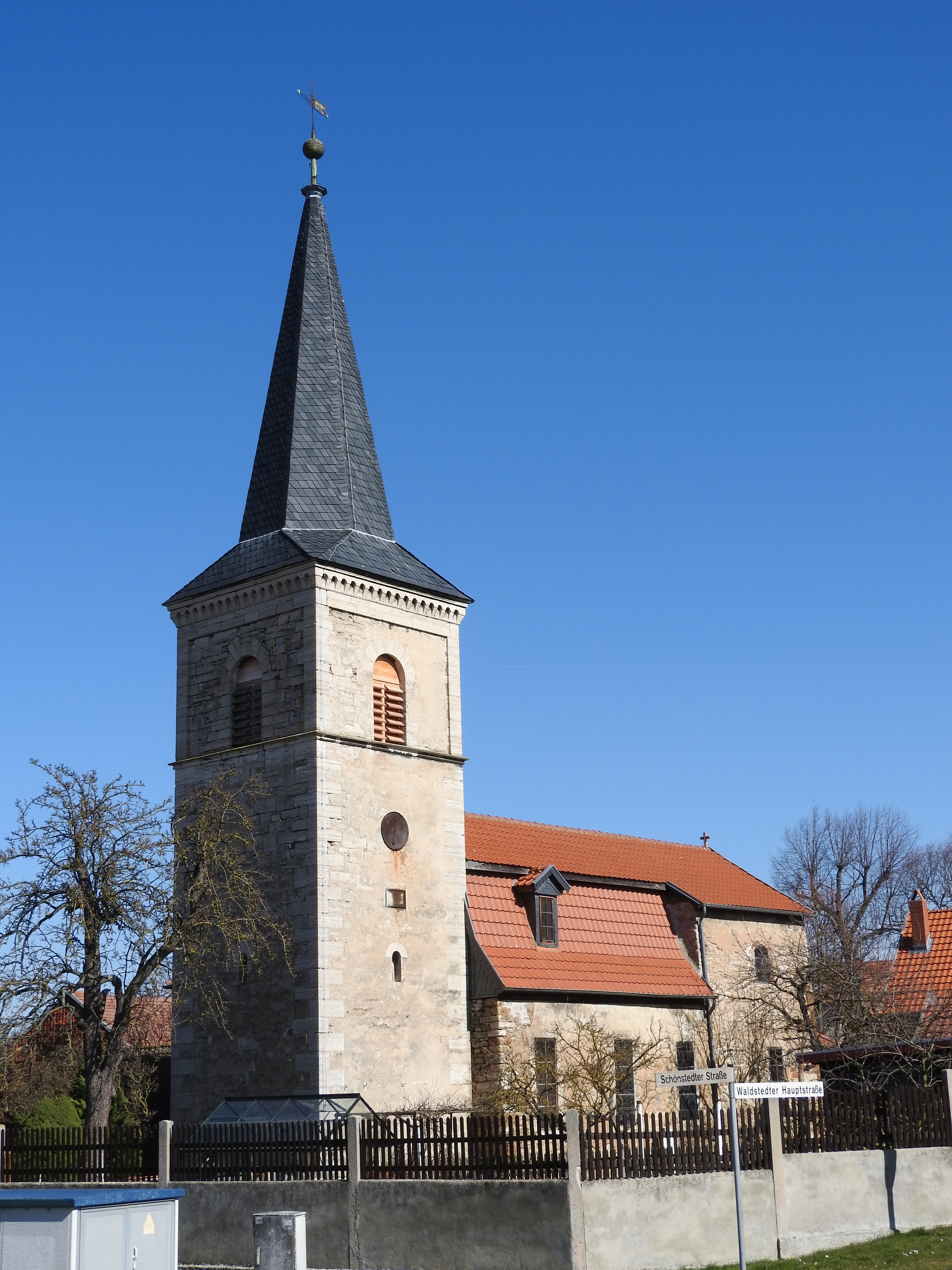
Kirche St. Juliana(e) in Waldstedt

Die heute evangelische Dorfkirche St. Juliana steht im Ortsteil Waldstedt der Stadt Bad Langensalza im Unstrut-Hainich-Kreis in Thüringen.

## Geschichte
Im bereits im Jahr 842 erwähnten Dorf wohnen 108 Personen, aber das Dorf besitzt ein Gotteshaus, das auf die Domina des Klosters Homburg zurückgeht. Sie hat eine Kapelle errichten lassen. Die Kirche des Dorfes ist der heiligen Juliana geweiht worden und geht wohl auf die Kapelle zurück. Das Gotteshaus bekam aber erst 1879 einen Kirchturm. Der Waldstedter Friedrich Kesselring hat den Turm erbauen lassen. Ihm wurde ein Denkmal auf dem Friedhof Waldstein auf dem Anger gesetzt.